# Mark Loretta
Mark David Loretta (né le 14 août 1971 à Santa Monica, Californie, États-Unis) est un joueur des Ligues majeures de baseball évoluant à la position de troisième but pour les Dodgers de Los Angeles.

## Carrière
Mark Loretta est drafté au 7e tour par les Brewers de Milwaukee en 1993 et joue son premier match dans les majeures le 4 septembre 1995. En 1997, il présente une moyenne offensive de ,316. Sa moyenne oscille autour de ,290 au cours de ses 8 saisons à Milwaukee. En cours de saison 2002, il est transféré aux Astros de Houston, où il complète l'année avec une moyenne de ,304.
En 2003, il quitte les Astros pour se joindre comme agent libre aux Padres de San Diego, pour qui il évolue 3 saisons. Lors des deux premières années, il présente une moyenne au bâton supérieure à ,300 (,314 en 2003 et ,335 en 2004) et reçoit en 2004 une première invitation au match des étoiles. Il gagne également un Bâton d'argent pour ses performances en offensive. De plus, il totalise cette année-là des sommets personnels de 208 coups sûrs, 16 coups de circuit et 76 points produits.
Échangé en décembre 2005 aux Red Sox de Boston, il connaît une bonne saison dans la Ligue américaine et retourne au match des étoiles.
En 2007 et 2008, Loretta s'aligne avec les Astros de Houston, pour qui il avait brièvement joué précédemment.
En 2009, il se joint comme joueur autonome aux Dodgers de Los Angeles. Malgré une mauvaise saison au bâton, il se distingue en éliminatoires. Lors du second match de la Série de division de la Ligue nationale contre les Cards de Saint-Louis le 8 octobre, son coup sûr en fin de 9e manche permet aux Dodgers de voler une victoire de 3-2 pour prendre une avance de deux parties dans la série.